# George Wyndham, 1st Baron Leconfield

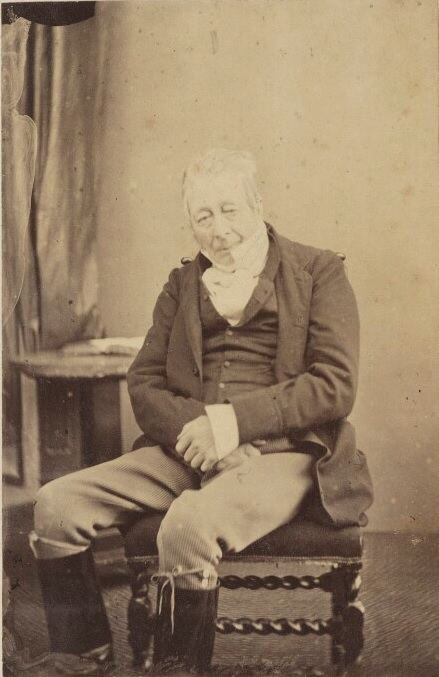
George Wyndham

George Wyndham, 1st Baron Leconfield (5 juni 1787 – 18 maart 1869), was een Brits militair.

## Afstamming
George Wyndham stamde af van Sir John Wyndham. Zijn ouders George O'Brien Wyndham, 3rd Earl of Egremont en Elizabeth Ilive huwden in 1801 toen hij 4 jaar was, maar kregen geen andere kinderen. 

## Militaire loopbaan
George Wyndham ging in 1799 bij de Royal Navy als adelborst op HMS Amelia. In 1802 stapte hij over naar de British Army als Cornet in het vijfde regiment dragonders. In 1803 werd hij luitenant in het 3e dragonders. In 1805 werd hij kapitein in het 72e regiment Highlanders en aide-de-camp van gouverneur van Jamaica Eyre Coote. Hij was adjudant van William Cathcart, 1st Earl Cathcart in de Slag bij Kopenhagen (1807). In 1809 vocht hij als kapitein van de grenadiers in de Walcherenexpeditie. In 1811 werd hij majoor in het 78e Highlanders en het 12e lichte dragonders. In 1812 kreeg hij las luitenant-kolonel het bevel over het 20e lichte dragonders bij het Beleg van Ciudad Rodrigo.

## Huwelijk
George Wyndham huwde in 1815 met Mary Fanny Blunt, dochter van dominee William Blunt.

## Baron
Bij de dood van zijn oom George Francis Wyndham, 4th Earl of Egremont in 1845 werd het graafschap Egremont opgeheven bij gebrek aan opvolger. George Wyndham erfde landgoed, waaronder Petworth House in Sussex. In 1859 werd hij in de adelstand verheven als Baron Leconfield van Leconfield in East Riding in County of York.

## Opvolging
George Wyndham overleed op 81-jarige ouderdom en werd opgevolgd door zijn tweede zoon Henry Wyndham, 2nd Baron Leconfield, omdat zijn oudste zoon al gestorven was. Zijn derde zoon, Percy Scawen Wyndham, was de vader van de politicus en schrijver George Wyndham.